# Louis-Mathieu Molé
Il conte Louis-Mathieu Molé (Parigi, 24 gennaio 1781 – Épinay-Champlâtreux, 23 novembre 1855) è stato un politico francese.
Fu ministro della Giustizia durante il Primo Impero, ministro della Marina e delle Colonie durante la Restaurazione, ministro degli Esteri e presidente del Consiglio (1836-1837) durante la Monarchia di Luglio.

## Biografia

### Gioventù
Figlio di Édouard François Mathieu Molé, consigliere al Parlamento di Parigi, che morì durante la Rivoluzione, e di Marie-Louise de Lamoignon, Louis-Mathieu Molé trascorse con la madre i suoi primi anni in Svizzera e in Inghilterra. Ritornato in Francia nel 1796, portò a termine gli studi classici.
Sposò il 18 agosto 1798, a Méry-sur-Oise, Charlotte-Joséphine de La Live. La coppia ebbe due figlie, Clotilde ed Elisabeth, sposate a due fratelli, Fernand ed Hubert de La Ferté-Meun.

### L'Impero
All'età di ventisei anni esordì in letteratura con gli Essais de morale et de politique (1806), che ebbero due edizioni, di cui la seconda fu accompagnata da una biografia di Mathieu Molé, primo presidente del Parlamento di Parigi durante la Fronda e antenato dell'autore. L'opera, che rappresentava un peana alle istituzioni imperiali, fu variamente giudicata.
Fontanes, con cui Molé aveva stretto amicizia nel salotto di Madame de Beaumont, dove aveva incontrato anche Chateaubriand e Joubert, la trattò con una certa benevolenza nel Journal de l'Empire e presentò il giovane scrittore a Napoleone.
Molé conobbe un'ascesa eccezionalmente rapida: fu nominato uditore al Consiglio di Stato (18 febbraio 1806), quindi divenne maître des requêtes(giugno 1806). Relatore al Consiglio di Stato della legge contro gli Ebrei che l'Imperatore voleva emanare, Molé trovò il progetto incompatibile con i principi di egualitarismo della Rivoluzione francese e auspicò un riconoscimento ufficiale della religione israelitica, al che l'Imperatore lo nominò commissario imperiale presso il Sinedrio di Francia.
Fu quindi prefetto della Côte-d'Or (novembre 1806-1809), consigliere di Stato (1809), direttore generale dei ponti e delle strade (1809), conte dell'Impero (29 dicembre 1809) e comandante dell'Ordre de la Réunion.
Molé era mal visto dai subordinati, sovente criticato per l'ignoranza circa le questioni tecniche e la mancanza di esperienza amministrativa, ma tuttavia in carica per il favore di cui godeva presso l'Imperatore.
Il 12 novembre 1813 fu incaricato di proporre al Senato di attribuire all'Imperatore la nomina del presidente del corpo legislativo. Il 20 novembre 1813, succedette a Claude Ambroise Régnier nelle funzioni di giudice supremo e ministro della Giustizia, carica che tenne sino al 2 aprile 1814. Con gli altri ministri accompagnò l'imperatrice Maria Luisa quando si ritirò a Blois.

### La Restaurazione
Rimase ai margini della vita pubblica durante la Prima Restaurazione e, membro del consiglio municipale di Parigi firmò, qualche giorno prima del 20 marzo 1815, l'indirizzo presentato a Luigi XVIII in cui si leggeva «Che vuole da noi questo straniero per liberare il nostro suolo della sua odiosa presenza?». Napoleone non lo trattò con rigore per questo, e durante i Cento Giorni ritrovò il suo posto al Consiglio di Stato e le sue funzioni di direttore generale dei ponti e delle strade; rifiutò prudentemente il posto di ministro (Giustizia, Interno o Esteri) che l'Imperatore gli aveva offerto, per mantenere incarichi meno compromettenti.
Rifiutò di firmare la dichiarazione del Consiglio di Stato del 25 maggio contro i Borbone, e della cosa, fortemente biasimato da Napoleone, si scusò facendo notare che
«non aveva potuto associarsi ad una dichiarazione che conteneva il blasfemo principio secondo cui Napoleone manteneva la Corona per volere e per scelta del popolo francese». Napoleone lo nominò Pari di Francia il 2 giugno, ma Molé partì per le terme di Plombières-les-Bains, scrisse per scusarsi di non essere presente e attese gli eventi.
Ritornato a Parigi dopo Waterloo, protestò presso Luigi XVIII la propria
«inalterabile fedeltà», conservando i precedenti incarichi, come pure il posto alla Camera dei Pari. Nel processo al maresciallo Ney votò per la pena di morte; certi biografi affermano tuttavia che adoperò la propria influenza per sottrarre altre vittime alla repressione antibonapartista.
Quando il maresciallo Gouvion-Saint-Cyr passò dal ministero della Marina a quello della Guerra, Molé fu nominato ministro della Marina e delle Colonie (12 settembre 1817). Conservò il portafogli fino all'8 dicembre 1818. Fu incaricato di presentare alla Camera dei Pari, nella sessione del 1818, il progetto di legge sulla libertà di stampa.
Lasciò il potere con il duca de Richelieu, in occasione della suddivisione del governo conseguente alle elezioni di La Fayette, Manuel e Benjamin Constant. Sedette allora alla Camera dei Pari con i realisti costituzionali e combatté più volte dalla tribuna degli oratori le opinioni degli ultras. Alla seduta del 28 marzo 1826 parlò per primo contro il restauro del diritto di maggiorasco, invocando gli interessi morali della famiglia e gli interessi finanziari dello Stato.

### La Monarchia di Luglio
Dopo la Rivoluzione del 1830, il conte Molé fu chiamato, l'11 agosto 1830 su indicazione del duca di Broglie, al ministero degli Esteri nel primo governo del nuovo regime. Senza esperienza diplomatica, ma gran signore, dotato dei modi adatti alla funzione e sostenitore della pace, lavorò ad assicurare il riconoscimento della monarchia di Luigi Filippo da parte delle potenze europee. Adottò, non senza esitazione, il principio del non-intervento, caro al sovrano; ma, a causa della sua impopolarità e dei dissidi coi colleghi ministri, non fu riconfermato nel successivo governo Laffitte.
Quando il duca di Broglie, ministro degli Esteri nel governo Soult, diede le dimissioni (4 aprile 1834), Thiers suggerì al re di interpellare Molé per l'incarico, ma Guizot, che si vedeva indebolito dall'allontanarsi dell'amico e considerava l'entrata di Molé un ulteriore svantaggio, si oppose.
Incaricato di formare un governo il 6 settembre 1836, Molé riprese il ministero degli Esteri insieme alla presidenza del Consiglio, e rimase in carica sino al 30 marzo 1839. Al primo posto fra i problemi lasciati dal precedente governo Thiers, Molé trovò la "questione svizzera" e l'affaire Conseil.
Convinto che il governo francese non avesse nulla a che vedere con Conseil, e che le proteste svizzere non fossero che parte di un piano ordito dai repubblicani, Molé non esitò ad interrompere le relazioni diplomatiche, e la querelle trovò fine solo quando la Svizzera accantonò le proprie rimostranze.
Il complotto di Luigi Napoleone Bonaparte e gli incessanti attentati contro il sovrano causarono nuove difficoltà al governo, che attuò, fra i primi provvedimenti, il rilascio degli ex ministri di Carlo X.
Molé dovette infine lottare contro la coalizione animata da Thiers e Guizot.
Nel 1837 Thiers aprì le ostilità riguardo alla Spagna: si sforzò di mostrare che l'atteggiamento del presidente del Consiglio nei confronti a tale Paese non dava alla Francia né lustro né grandezza, che i destini della monarchia costituzionale in Francia erano legati al mantenimento del trono di Isabella II contro le mire assolutiste di don Carlos, e che l'alleanza francese con il Regno Unito imponeva l'intervento nella penisola iberica.

Molé oppose a tali considerazioni l'elasticità dei termini in cui era redatto il trattato di quadruplice alleanza, gli inconvenienti di una politica avventuristica e le esitazioni che il rivale aveva mostrato sull'affare spagnolo quando lui stesso era ministro degli Esteri. Le argomentazioni convinsero la Camera e consentirono al governo di superare lo scontro.
In seguito al processo dei compagni di Luigi Napoleone nel suo tentativo di sollevare Strasburgo,
Molé concepì il progetto di far concedere al governo il diritto di allontanare da Parigi gli individui giudicati pericolosi, ma dovette, non senza disappunto, abbandonare il progetto su insistenza di Duvergier de Hauranne; presentò allora tre progetti di legge: il primo, detto «di disgiunzione», prevedeva che quando alcuni crimini appositamente individuati fossero stati commessi da civili e militari congiuntamente, i primi venissero giudicati normalmente dalla corte d'assise, mentre i secondi fossero tradotti davanti ad un tribunale militare; il secondo progetto insediava una colonia penale a La Réunion; il terzo progetto minacciava di reclusione chiunque non avesse denunciato un complotto contro la vita del re di cui fosse venuto a conoscenza. Nello stesso tempo il governo presentò un progetto di legge d'appannaggio per il duca di Nemours, oltre ad altri due, intesi l'uno ad aumentare di un milione la rendita del duca d'Orléans, l'altro a costituire una dote di un milione alla principessa Luisa, diventata regina dei Belgi.
La legge di disgiunzione suscitò una viva opposizione parlamentare.André Dupin l'attaccò con veemenza, sostenuto da Delespaul, de Golbery, Nicod. Lamartine difese il progetto, ma Chamaraule, Parant, Moreau, Persil, Chaix d'Est-Ange, Berryer erano contrari. In definitiva la legge fu respinta per 211 voti contro 209.
Il governo tenne duro e presentò la legge d'appannaggio, che non suscitò problemi nei corridoi della Camera, ma provocò una tempesta quando fu resa pubblica; Cormenin
redasse uno dei pamphlet per cui era famoso. La crisi accelerò la caduta del primo governo Molé.
Dopo varie settimane di crisi di governo, che mostrarono l'impossibilità di mettere in piedi una coalizione diversa, Molé fu incaricato di succedere a se stesso costituendo un nuovo governo, che entrò nelle sue funzioni il 15 aprile 1837. Il governo fu costretto a ritirare il progetto d'appannaggio del duca di Nemours ma ottenne, il 22 aprile, l'approvazione della rendita del duca d'Orleans e della dote della regina dei Belgi. Molé negoziò poi il matrimonio del duca d'Orléans con la principessa Elena di Meclemburgo-Schwerin.
Il 17 ottobre 1837 ricevette la grand croix della Legion d'onore.
Giudicando la propria maggioranza non sufficientemente solida, Molé ottenne da Luigi Filippo, il 30 ottobre 1837, lo scioglimento della Camera dei deputati. Le elezioni del 24 novembre non risposero alle sue aspettative. La discussione d'indirizzo della nuova Camera rimise sul piatto l'esecuzione del trattato della quadrupla alleanza, e portò nuovi dissidi fra Molé e Thiers. Le diverse opposizioni raddoppiarono gli attacchi contro il governo: una polemica ingaggiata dalla stampa le risolse ad accordarsi per rovesciare Molé.
Luigi Filippo, che nutriva amicizia e simpatia per Molé, l'esortava a tener duro, confortandolo costantemente. Nell'agosto 1838, gli fece l'onore di recarsi alla di lui residenza, il castello di Champlâtreux e di presiedervi un consiglio dei ministri. La scena fu immortalata in un dipinto di Ary Scheffer, che il sovrano offrì al capo del governo.
La coalizione impiegò tutto l'anno 1838 a preparare l'offensiva per la sessione 1839. La discussione d'indirizzo diede luogo ad un duro scontro fra Molé e Guizot. Molé riuscì a far emendare il progetto d'indirizzo preparato dalla coalizione, ma, il giorno stesso del voto (8 marzo), presentò le dimissioni al sovrano. Il governo decadde il 30 marzo, quando furono noti i risultati, sfavorevoli, delle nuove elezioni legislative.
Molé si allontanò da quel momento dai primi piani della scena politica. Fu eletto all'Académie française il 20 febbraio 1840 per 30 voti su 31 votanti, in sostituzione dell'arcivescovo di Parigi, de Quélen.
Nel 1844 avendo Adolphe Crémieux fatto votare alla Camera che «nessun membro del parlamento
potrà essere aggiudicatario od amministratore delle compagnie ferroviarie cui saranno accordate delle concessioni», Molé, che era presidente del consiglio d'amministrazione della Compagnie de l'Est, si trovò in difficoltà. Il suo nome tornò più volte nel corso di numerose crisi; nel febbraio 1848, Luigi Filippo lo incaricò, invano, di formare un governo d'emergenza per tentare di salvare la Monarchia di Luglio.

### La Seconda Repubblica
Dopo la Rivoluzione del 1848, il conte Molé fu candidato all'assemblea costituente per il dipartimento della Gironda, in sostituzione di Lamartine che aveva optato per il dipartimento della Senna. Eletto il 17 settembre 1848, sedette nei banchi della destra, di cui fu uno dei capi. Pur senza prendere spesso la parola, ebbe una certa influenza. Votò contro l'emendamento Grévy sulla presidenza della Repubblica, contro il diritto al lavoro, a favore dell'insieme della Costituzione, a favore della proposta Rateau, contro l'amnistia, a favore della chiusura dei circoli, a favore dello stanziamento per la spedizione romana, contro la messa in stato di accusa del presidente e dei suoi ministri.
In vista dell'elezione presidenziale del 10 dicembre 1848, favorì apertamente la candidatura del
generale Cavaignac: «Ha salvato la nazione, che non potrà mai dimenticare»,
dichiarò dalla tribuna il 26 ottobre. Richiamato in fretta al governo da Luigi Napoleone Bonaparte, appoggiò all'assemblea legislativa, dove fu eletto il 13 maggio 1849 nel dipartimento della Gironda tutte le misure che segnavano l'accordo del potere esecutivo con la maggioranza: appoggiò la spedizione romana, la legge Falloux sull'istruzione, fu membro della commissione dei 17, che preparò la legge del 31 maggio sul suffragio universale, ma si separò dal principe-presidente quando la politica presidenziale divenne contraria agli interessi monarchici. Si oppose al colpo di Stato di Luigi Napoleone del 2 dicembre 1851 e fece parte dei rappresentanti dell'assemblea legislativa che si riunirono nel municipio del X arrondissement per elevare una protesta.
Ritiratosi a vita privata, morì per un ictus il 23 novembre 1855 nel suo castello di Champlâtreux.